# Foettingeriidae
Famille
Les Foettingeriidae sont une famille de Ciliés de la classe des Kinetofragminophora et de l’ordre des Apostomatida.

## Étymologie
Le nom de la famille vient du genre type Foettingeria, nommé en l'honneur de Alexandre Foettinger (d), zoologiste belge.

## Description
Cette famille est caractérisée par un cytostome ventral si petit que l'ingestion est probablement limitée à des liquides ou à de minuscules particules. Une « rosette » particulière est caractéristique de la face ventrale. Chez Foettingeria, le cytostome se trouve au fond d'un sillon, dans une petite dépression à côté de la rosette, et débouche dans un canal qui mène vers l'intérieur, le long de la paroi concave (le « typhlosole ») de la rosette, à une « poche buccale ».
La rosette comporte 8 à 10 septa verticaux qui relient la paroi externe au« typhlosole », dont la base est munie d'un anneau de cils. Il y a moins de 22 rangées complètes de cils somatiques.

## Cycle de vie
Ces organismes connaissent un cycle caractéristique et complexe. Au stade de croissance, ou « trophonte », la nourriture est ingérée et accumulée mais il n'y a pas de processus de reproduction. 
À maturité, le « trophonte » cesse de s'alimenter, et avec ou sans enkystement selon les espèces, se transforme en « protomonte ». Si ce dernier est dans un état enkysté, les cils sont éliminés. Le « protomonte » se transforme en un « tomonte » dans lequel la nourriture ingérée est stockée. Ensuite démarre une série de scissions qui génèrent de nombreux petits « protomites », chacun devenant un « tomite » nageant librement, qui, après migration, finit par s'attacher au corps d'un hôte, généralement un crustacé.

## Répartition
Les espèces de cette famille ont été signalés un peu partout dans le monde. 

## Liste des genres
Selon GBIF (27 avril 2023) :
- Foettingeria Caullery & Mesnil, 1903 genre type
- Gymnodinioides Minkiewicz, 1912
- Hyalophysa Bradbury, 1966
- Hyalospira Miyashita, 1933
- Jeppsia Corliss, 1960
- Pericaryon Chatton, 1911
- Phoretophrya Lwoff, 1930
- Phtorophrya Lwoff & Lwoff, 1930
- Polyspira Minkiewicz, 1912
- Spirophrya Chatton & Lwoff, 1924
- Terebrospira Debaisieux, 1960
- Traumatiophtora Chatton & Lwoff, 1931
- Vampyrophrya Chatton & Lwoff, 1931

Selon The Taxonomicon (3 mai 2023) :
- Jeppsia Corliss, 1960
- Kofoidella Cépède, 1910
- Perezella Cépède, 1910
- Calospira Chatton & Lwoff, 1935
- Foettingeria Caullery & Mesnil, 1903
- Gymnodinioides Minkiewicz, 1912
- Hyalospira Miyashita, 1933
- Hyalophysa Bradbury, 1966
- Metaphrya Ikeda, 1917
- Ophiuraespira Chatton & Lwoff, 1930
- Pericaryon Chatton, 1911
- Phoretophrya A. Chatton & M. Lwoff, 1930
- Phtorophrya A. Chatton & M. Lwoff, 1930
- Polyspira Minkiewicz, 1912
- Rosea de Puytorac, in Corliss, 1979, nom. nud.
- Spirophrya Chatton & Lwoff, 1924
- Synophrya Chatton & Lwoff, 1926
- Terebrospira Debaisieux, 1960
- Traumatiophtora Chatton & Lwoff, 1931
- Vampyrophrya Chatton & Lwoff, 1931

## Systématique
Le nom valide de ce taxon est Foettingeriidae Chatton, 1911.